# Волошки (Волынская область)

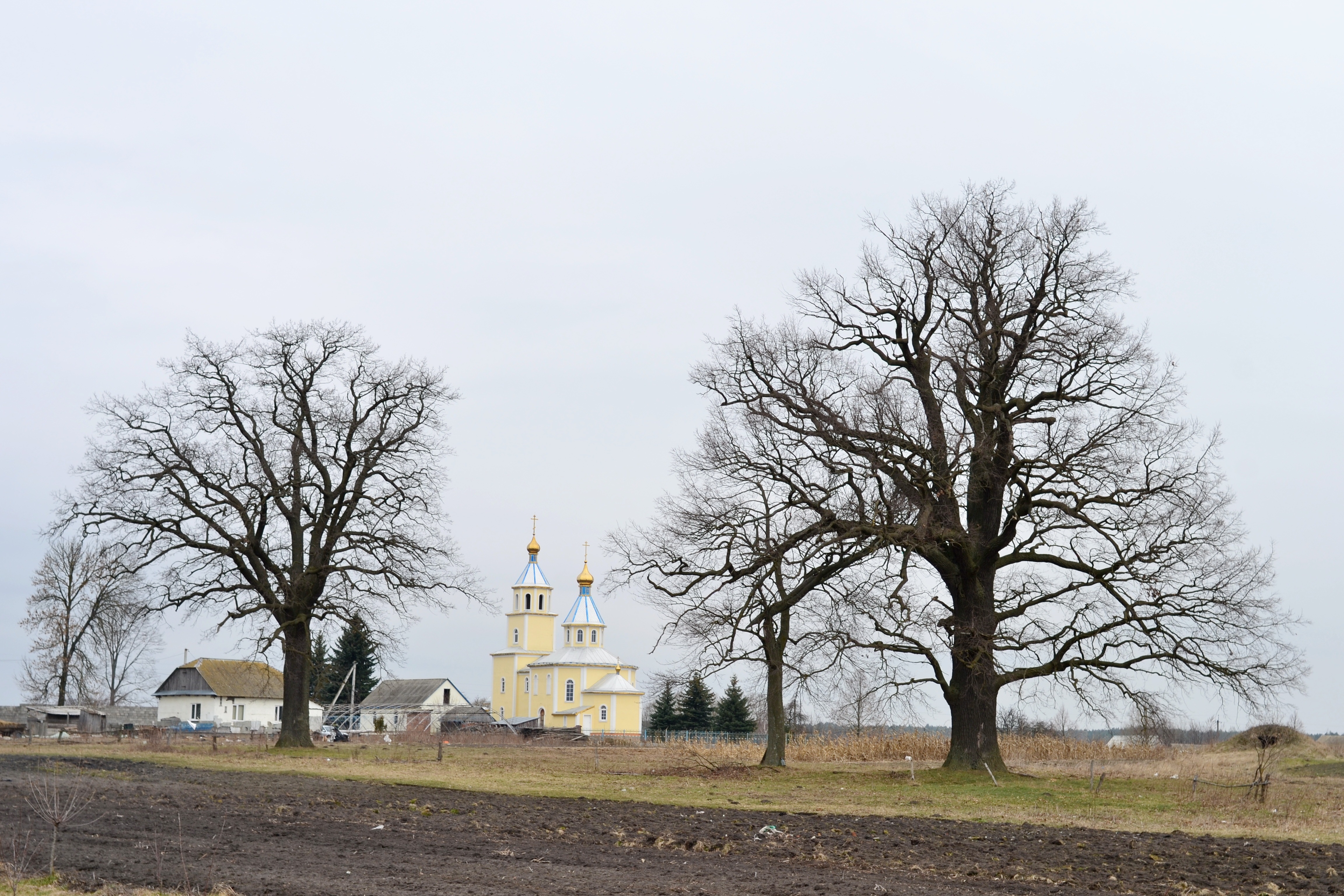
Дубы-великаны — памятник природы в селе Волошки

Волошки (укр. Волошки) — село в Колодяжненской сельской общине Ковельского района Волынской области Украины.
Код КОАТУУ — 0722183603. Население по переписи 2001 года составляет 573 человека. Почтовый индекс — 45062. Телефонный код — 3352. Занимает площадь 2225 км².